# Nutrexpa
El Grupo Nutrexpa fue un grupo alimentario español con sede en Barcelona especializado en chocolates, galletas y otros productos alimenticios. 
Fue fundada en 1940 por José Ignacio Ferrero y José María Ventura, y sus familias mantuvieron el control sobre Nutrexpa en años posteriores. Contaba con un amplio surtido de marcas. En chocolates poseía Cola Cao, Nocilla, Okey, Paladín y Mesura. En galletas y dulces contaba con Artiach, Cuétara, Phoskitos, así como con la concesión de caramelos Pez para España. En otras áreas contaba con patés La Piara, la mezcla para sándwiches Bocadelia, miel de la Granja San Francisco y caldos Aneto.
En 2015 el grupo quedó dividido en dos empresas independientes: una de chocolates para la familia Ferrero (Idilia Foods) y otra de galletas y otros productos de alimentación para la familia Ventura (Adam Foods).

## Historia
La empresa Nutrexpa nació en 1940 a través de una asociación formada por dos empresarios del barrio de Gracia (Barcelona), José Ignacio Ferrero Cabanach y José María Ventura Mallofré. Desde un primer momento se dedicó a la elaboración de productos alimenticios para el mercado doméstico, y en 1946 comenzó a comercializar el cacao en polvo Cola Cao, su producto estrella. La compañía lo promocionó ampliamente a través de una canción en la radio, Yo soy aquel negrito del África tropical..., que alcanzó gran popularidad.

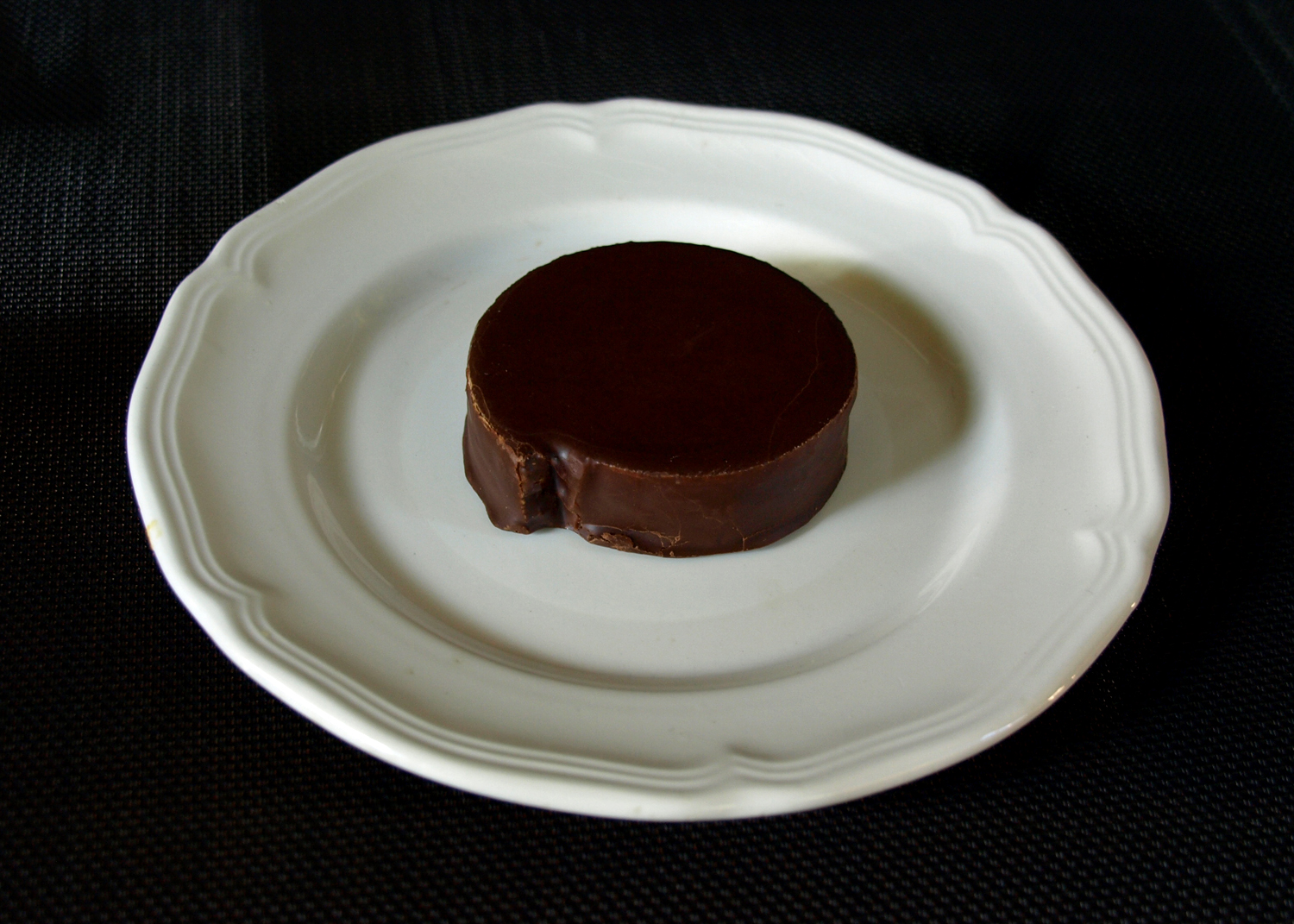
Phoskitos, pastelillo de bizcocho tierno con relleno de leche y cubierto con una capa de chocolate con leche y en forma de espiral, fabricado por Grupo Nutrexpa.

Nutrexpa continuó promocionando sus productos a través de campañas de publicidad en televisión y patrocinios deportivos, que le permitieron ganar fama en el mercado español. En la década de 1970 diversificó su oferta con la compra del fabricante de cacao soluble Phoscao (1962) y de la galletera gerundense Galletas Paja, con la que se introduce en el sector de bollería industrial y lanza al mercado marcas como Phoskitos.

Cola Cao, uno de sus productos más célebres.

Su expansión al extranjero comenzó en 1980, cuando comenzó a fabricar y vender Cola Cao en Chile. El producto se expandió por otros estados de Sudamérica y llegó hasta Polonia, Rusia y China. En ese país, el Cola Cao, llamado Gao Le Gao, poseía una cuota de mercado del 60% frente a sus competidores en 2005, y se distribuía en más de 20.000 tiendas, si bien, el propio director general de la compañía admitía que el mercado de consumidores chinos apenas suponía, siendo optimistas, un 4% de la población de ese país, debido sobre todo al alto precio del producto y las costumbres culinarias chinas.
Las adquisiciones de empresas y diversificación continuaron en 1986 con la compra de Central Lechera Palentina, y en 1988 con patés La Piara, establecida en Manlleu (Barcelona). En 2002 compró Nocilla al grupo holandés Unilever. En 2009 compró al Grupo SOS la división de galletas Cuétara.
Desde que llegó a la presidencia en 2009, Javier Ventura impulsó la diversificación del grupo hacia el mundo de las galletas. El momento cumbre de esta política fue la compra de Artiach a Panrico en 2012, que les convirtió en la empresa líder del sector. Esta estrategia no fue del todo bien vista por la familia Ferrero, más conservadora.
En 2014 se cerró la planta de Palencia, en la que se fabricaban Cola Cao y Okey, con un expediente de regulación de empleo que afectó a sus 70 trabajadores.

### División del grupo
En 2014 las familias Ferrero y Ventura aprobaron la división de la empresa en dos grupos. La segregación entró en vigor el 1 de enero de 2015. La división de cacaos, bautizada como Idilia Foods y que pertenece a la familia Ferrero, incluye productos como Cola Cao, Nocilla, Paladín, Okey y Mesura, con dos fábricas en España y una en China (que vendió en diciembre de 2015). Por parte de Adam Foods, especializada en galletas y alimentación bajo el control de la familia Ventura, gestiona las marcas Artiach, Cuétara, Phoskitos, La Piara, Granja San Francisco, Caramelos Pez y Aneto, con seis fábricas en España y una en Portugal.
Por parte de la familia Ventura, Javier Ventura Ferrero controlaba el 50% del Grupo Nutrexpa desde 2007 (al comprar el 25% del grupo a su hermano José María). En cambio, el paquete de la familia Ferrero estaba más repartido. Los cinco hermanos Ferrero, primos de los Ventura, tenían el 50% restante (un 10% cada uno), encabezada por Xavier Ferrero Jordi y sus hermanos Ignacio (expresidente del grupo), Antonio, Núria y Bernarda.

## Marcas

### Chocolates (Idilia Foods)
Cola Cao (chocolate en polvo soluble)
- Cola Cao Original
- Cola Cao Original sobres (18 g)
- Cola Cao Turbo
- Cola Cao 0 %
- Cola Cao 0 % Fibra
- Cola Cao Complet
- Cola Cao Pepitas
- Cola Cao Energy
- Cola Cao Complet líquido
- Cola Cao Galleta María

Otros
- Nocilla (crema de chocolate y avellanas)
- Paladín (chocolate a la taza soluble)
- Okey (bebida láctea con sabores a chocolate, fresa y vainilla)
- Mesura (edulcorante)

### Galletas y otros productos alimenticios (Adam Foods)
Artiach (galletas)
- Marbú, que incluye los productos: Marbú Dorada, Marbú Effective Bajas en Grasas Saturadas con Cereales, Cacao, Naranja y Soja, Marbú Dorada 0% Azúcares, Marbú Digestive 0% Azúcares, Marbú Mini Cookies 0% Azúcares.
- Chiquilín (Original, Energy, Ositos Miel, Ositos Choco, ChiquiChocs, 2 Chocolates, Chocolate con Leche)
- Artinata (Artinata, Artilimón, Artiturrón, Artichoco, Artinata 0% azúcares)
- Filipinos (Chocolate con leche, Chocolate negro, Chocolate blanco)
- Dinosaurus (Cereales, Chocolate con leche, ChocoBlanco, Mini Cereales, Mini Chocolate)
- Princesa
- Surtido Artiach Selección
- Surtido Artiach Tentaciones

Cuétara (galletas)
- Surtido Cuétara
- María
- María Oro Premium
- María Hojaldrada
- Campurrianas (Campurrianas Original, Campurrianas 0% azúcares)
- Napolitanas
- Tostada
- Tosta Rica (Tosta Rica original, Fibra, Choco Guay, Mini Go, Bizcochitos)
- Tosta Rica Oceanix
- Bocaditos (chocolate y limón)
- Fibra Línea (Fibra Línea 3 cereales, Fibra Línea Integral soja, Fibra con cacao)
- Especialidades: Rollitos, Barquillos, Bizcochos, Rosquillas, Palmeritas
- Flakes (Choco Flakes, Flakes Nocilla, Flakes Cachobarra, Flakes Callejeros)
- Krit (galletitas saladas)

Otros
- Phoskitos (bollería industrial)
- La Piara (paté)
- Bocadelia (mezcla para sándwiches)
- Granja San Francisco (miel)
- Pez (caramelos, distribuidor en España, empresa originaria de Austria)
- Caldo Natural Aneto (caldos envasados)